# 옐릴리바레시

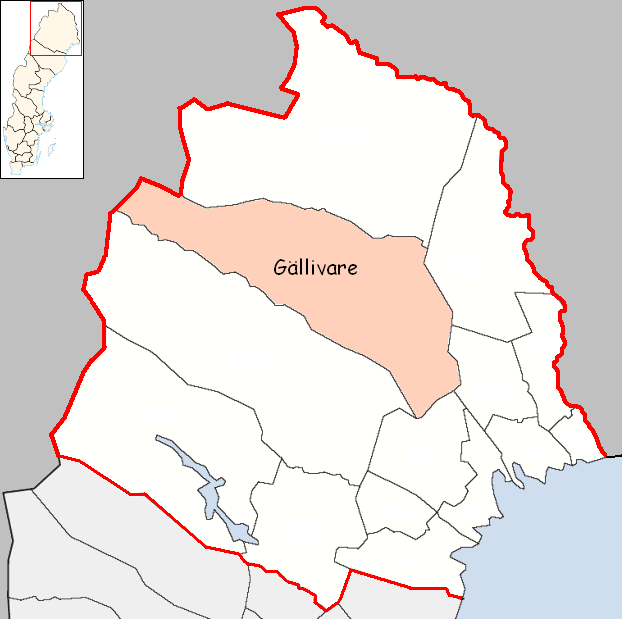
옐릴리바레 시의 위치

옐릴리바레시(스웨덴어: Gällivare kommun)는 스웨덴 노르보텐주에 위치한 지방 자치체로 행정 중심지는 옐릴리바레이며 면적은 16,818.22km2, 인구는 17,956명(2016년 12월 31일 기준), 인구 밀도는 1.1명/km2이다.

시 문장